# Meland
Meland là một đô thị ở hạt Hordaland, Na Uy.